# Nazionale femminile di curling dell'Italia
La Nazionale italiana di curling è composta annualmente da una selezione tra gli atleti delle prime quattro squadre classificate al campionato italiano di curling dell'anno precedente
La Nazionale è coordinata dalla Federazione Italiana Sport del Ghiaccio (FISG) e partecipa annualmente ai campionati europei, validi per la qualificazione ai mondiali e ai Giochi olimpici invernali
Inoltre partecipa a tutti gli appuntamenti che la World Curling Federation organizza e a cui l'Italia è qualificata.
L'Italia presenta annualmente altre nove nazionali di curling:
- Nazionale italiana maschile di curling
- Nazionale italiana junior di curling, sia maschile che femminile
- Nazionale italiana misti di curling
- Nazionale italiana doppio misto di curling
- Nazionale italiana senior sia maschile che femminile
- Nazionale italiana allievi di curling
- Nazionale disabili.

Viene inoltre presentata una squadra nazionale appositamente selezionata alle Universiadi, mentre ai Giochi olimpici giovanili (Winter Youth Olympic Games) partecipa la nazionale allievi, alle Olimpiadi la nazionale italiana e alle paralimpiadi la nazionale disabili. In ogni caso le nazionali partecipano ai campionati loro preposti.
Il miglior risultato della nazionale femminile è la medaglia d'argento agli europei del 1982 disputati a Kirkcaldy, in Scozia, successo bissato nel 2006 agli europei di Basilea, in Svizzera.
Sin dai primi anni la stragrande maggioranza degli atleti che fanno o hanno fatto parte della formazione nazionale italiana di curling provengono da Cortina d'Ampezzo.

## Risultati
| Anno | Evento    | Pos. | Squadra                                                                                          |
| ---- | --------- | ---- | ------------------------------------------------------------------------------------------------ |
| 1975 | Europeo   | 6°   | Nella Alverà, Maria Grazia Lacedelli, Marina Pavani, Tea Savoia                                  |
| 1976 | Europeo   | 8°   | Maria Grazia Lacedelli, Ann Urquhart, Tea Savoia, Marina Pavani                                  |
| 1977 | Europeo   | 7°   | Maria Grazia Lacedelli, Ann Urquhart, Tea Savoia, Marina Pavani                                  |
| 1978 | Europeo   | 9°   | Maria Grazia Lacedelli, Ann Urquhart, Tea Savoia, Marina Pavani                                  |
| 1979 | Mondiale  | 10°  | Nella Alverà, Paola Zardini, Lidia Cavallini, Loredana Da Giau, Luciana Baccalin                 |
| 1979 | Europeo   | 5°   | Maria Grazia Lacedelli, Ann Urquhart, Tea Savoia, Marina Pavani                                  |
| 1980 | Mondiale  | 5°   | Maria Grazia Lacedelli, Ann Urquhart, Nella Alverà, Marina Pavani                                |
| 1980 | Europeo   | 7°   | Maria Grazia Lacedelli, Ann Urquhart, Tea Savoia, Marina Pavani                                  |
| 1981 | Mondiale  | 7°   | Maria Grazia Lacedelli, Ann Urquhart, Tea Savoia, Marina Pavani                                  |
| 1981 | Europeo   | 10°  | Maria Grazia Lacedelli, Ann Urquhart, Tea Savoia, Angela Constantini                             |
| 1982 | Mondiale  | 10°  | Maria Grazia Lacedelli, Ann Urquhart, Tea Savoia, Angela Constantini                             |
| 1982 | Europeo   | 2°   | Maria Grazia Lacedelli, Ann Urquhart, Nella Alverà, Angela Constantini                           |
| 1983 | Mondiale  | 9°   | Maria Grazia Lacedelli, Ann Urquhart, Nella Alverà, Angela Constantini                           |
| 1983 | Europeo   | 9°   | Maria Grazia Lacedelli, Tea Savoia, Nella Alverà, Angela Constantini                             |
| 1984 | Mondiale  | 10°  | Maria Grazia Lacedelli, Tea Savoia, Nella Alverà, Angela Constantini                             |
| 1984 | Europeo   | 4°   | Maria Grazia Lacedelli, Tea Savoia, Nella Alverà, Angela Constantini                             |
| 1985 | Mondiale  | 10°  | Maria Grazia Lacedelli, Tea Savoia, Nella Alverà, Angela Constantini                             |
| 1985 | Europeo   | 8°   | Maria Grazia Lacedelli, Tea Savoia, Nella Alverà, Angela Constantini                             |
| 1986 | Europeo   | 6°   | Maria Grazia Lacedelli, Ann Urquhart, Tea Savoia, Angela Constantini                             |
| 1987 | Europeo   | 12°  | Ann Urquhart, Francesca Del Fabbro, Emanuela Sarto, Loredana Siorpaes                            |
| 1988 | Europeo   | 11°  | Ann Urquhart, Francesca Del Fabbro, Emanuela Sarto, Loredana Siorpaes                            |
| 1989 | Europeo   | 8°   | Ann Urquhart, Francesca Del Fabbro, Daniela Zandegiacomo, Loredana Siorpaes                      |
| 1990 | Europeo   | 11°  | Ann Urquhart, Mariacarla Lorenzi, Daniela Zandegiacomo, Loredana Siorpaes                        |
| 1991 | Europeo   | 10°  | Ann Urquhart, Mariacarla Lorenzi, Daniela Zandegiacomo, Loredana Siorpaes                        |
| 1992 | Europeo   | 9°   | Daniela Zandegiacomo, Carla Zandegiacomo, Giulia Lacedelli, Violetta Caldart                     |
| 1993 | Europeo   | 11°  | Daniela Zandegiacomo, Giulia Lacedelli, Violetta Caldart, Ivana Zandegiacomo                     |
| 1994 | Europeo   | 13°  | Ann Urquhart, Daniela Zandegiacomo, Giulia Lacedelli, Violetta Caldart, Marina Franziskus        |
| 1995 | Europeo   | 12°  | Daniela Zandegiacomo, Giulia Lacedelli, Violetta Caldart, Serena Nicolodi                        |
| 1996 | Europeo   | 9°   | Giulia Lacedelli, Elena Faita, Violetta Caldart, Carla Alverà, Cristina Alverà                   |
| 1997 | Europeo   | 11°  | Giulia Lacedelli, Elena Faita, Mirella Macchietto Pinotto, Carla Alverà, Cristina Alverà         |
| 1998 | Europeo   | 10°  | Giulia Lacedelli, Violetta Caldart, Sara Zandegiacomo, Mirella Macchietto Pinotto, Sandra Ruatti |
| 1999 | Europeo   | 10°  | Giulia Lacedelli, Violetta Caldart, Eleonora Alverà, Isabella Colle, Erica De Salvador           |
| 2000 | Europeo   | 12°  | Eleonora Alverà, Isabella Colle, Erica De Salvador, Silvia Barbato, Lucrezia Ferrando            |
| 2001 | Europeo   | 11°  | Diana Gaspari, Violetta Caldart, Rosa Pompanin, Chiara Olivieri, Lucrezia Ferrando               |
| 2002 | Europeo   | 11°  | Diana Gaspari, Giulia Lacedelli, Violetta Caldart, Rosa Pompanin, Chiara Olivieri                |
| 2003 | Mondiale  | 9°   | Diana Gaspari, Giulia Lacedelli, Violetta Caldart, Rosa Pompanin, Arianna Lorenzi                |
| 2003 | Europeo   | 5°   | Diana Gaspari, Giulia Lacedelli, Violetta Caldart, Rosa Pompanin, Chiara Olivieri                |
| 2004 | Mondiale  | 9°   | Diana Gaspari, Giulia Lacedelli, Violetta Caldart, Rosa Pompanin, Chiara Olivieri                |
| 2004 | Europeo   | 6°   | Diana Gaspari, Giulia Lacedelli, Violetta Caldart, Rosa Pompanin, Eleonora Alverà                |
| 2005 | Mondiale  | 11°  | Diana Gaspari, Giulia Lacedelli, Violetta Caldart, Rosa Pompanin, Eleonora Alverà                |
| 2005 | Europeo   | 6°   | Diana Gaspari, Giulia Lacedelli, Violetta Caldart, Rosa Pompanin, Eleonora Alverà                |
| 2006 | Olimpiadi | 10°  | Diana Gaspari, Giulia Lacedelli, Violetta Caldart, Rosa Pompanin, Eleonora Alverà                |
| 2006 | Mondiale  | 9°   | Diana Gaspari, Giulia Lacedelli, Violetta Caldart, Eleonora Alverà, Arianna Lorenzi              |
| 2006 | Europeo   | 2°   | Diana Gaspari, Giulia Lacedelli, Violetta Caldart, Elettra De Col, Giorgia Apollonio             |
| 2007 | Mondiale  | 12°  | Diana Gaspari, Giulia Lacedelli, Violetta Caldart, Elettra De Col, Giorgia Apollonio             |
| 2007 | Europeo   | 6°   | Diana Gaspari, Giulia Lacedelli, Violetta Caldart, Elettra De Col, Lucrezia Laurenti             |
| 2008 | Mondiale  | 11°  | Diana Gaspari, Giorgia Apollonio, Violetta Caldart, Elettra De Col, Lucrezia Laurenti            |
| 2008 | Europeo   | 5°   | Diana Gaspari, Giorgia Apollonio, Violetta Caldart, Elettra De Col, Lucrezia Salvai              |
| 2009 | Mondiale  | 12°  | Diana Gaspari, Giorgia Apollonio, Violetta Caldart, Elettra De Col, Claudia Alverà               |
| 2009 | Europeo   | 9°   | Giorgia Apollonio, Elettra De Col, Eleonora Alverà, Claudia Alverà, Giorgia Delotto              |
| 2010 | Europeo   | 12°  | Giorgia Apollonio, Federica Apollonio, Chiara Zanotelli, Claudia Alverà, Stefania Menardi        |
| 2011 | Europeo   | 6°   | Diana Gaspari, Giorgia Apollonio, Chiara Olivieri, Claudia Alverà, Veronica Gerbi                |
| 2012 | Mondiale  | 10°  | Diana Gaspari, Giorgia Apollonio, Chiara Olivieri, Claudia Alverà, Veronica Gerbi                |
| 2012 | Europeo   | 6°   | Diana Gaspari, Giorgia Apollonio, Chiara Olivieri, Claudia Alverà, Maria Gaspari                 |
| 2013 | Mondiale  | 10°  | Diana Gaspari, Giorgia Apollonio, Chiara Olivieri, Claudia Alverà, Maria Gaspari                 |
| 2013 | Europeo   | 10°  | Veronica Zappone, Sara Levetti, Elisa Charlotte Patono, Arianna Losano, Martina Bronsino         |
| 2014 | Europeo   | 13°  | Veronica Zappone, Elisa Charlotte Patono, Arianna Losano, Martina Bronsino                       |
| 2015 | Europeo   | 11°  | Federica Apollonio, Stefania Menardi, Chiara Olivieri, Claudia Alverà, Maria Gaspari             |
| 2016 | Mondiale  | 12°  | Federica Apollonio, Stefania Menardi, Chiara Olivieri, Claudia Alverà                            |
| 2016 | Europeo   | 8°   | Federica Apollonio, Giorgia Apollonio, Stefania Menardi, Claudia Alvera, Chiara Olivieri         |
| 2017 | Mondiale  | 12°  | Diana Gaspari, Veronica Zappone, Denise Pimpini, Arianna Losano, Chiara Olivieri                 |
| 2017 | Europeo   | 3°   | Diana Gaspari, Veronica Zappone, Stefania Constantini, Angela Romei, Chiara Olivieri             |
| 2018 | Mondiale  | 13°  | Diana Gaspari, Veronica Zappone, Stefania Constantini, Angela Romei, Chiara Olivieri             |
| 2018 | Europeo   | 10°  | Veronica Zappone, Stefania Constantini, Angela Romei, Elena Dami, Federica Ghedini               |
| 2019 | Europeo   | 11°  | Veronica Zappone, Stefania Constantini, Angela Romei, Giulia Zardini Lacedelli, Elena Dami       |
| 2021 | Mondiale  | 13°  | Stefania Constantini, Marta Lo Deserto, Angela Romei, Giulia Zardini Lacedelli, Elena Dami       |
| 2021 | Europeo   | 6°   | Stefania Constantini, Marta Lo Deserto, Angela Romei, Giulia Zardini Lacedelli, Elena Dami       |
| 2022 | Mondiale  | 10°  | Stefania Constantini, Marta Lo Deserto, Angela Romei, Veronica Zappone, Giulia Zardini Lacedelli |
| 2022 | Europeo   | 4°   | Stefania Constantini, Marta Lo Deserto, Angela Romei, Giulia Zardini Lacedelli, Camilla Gilberti |
| 2023 | Mondiale  | 5°   | Stefania Constantini, Marta Lo Deserto, Angela Romei, Giulia Zardini Lacedelli, Camilla Gilberti |
| 2023 | Europeo   | 2°   | Stefania Constantini, Elena Mathis, Angela Romei, Giulia Zardini Lacedelli, Marta Lo Deserto     |
| 2024 | Mondiale  | 4°   | Stefania Constantini, Elena Mathis, Angela Romei, Giulia Zardini Lacedelli, Marta Lo Deserto     |
| 2024 | Europeo   | 4°   | Stefania Constantini, Giulia Zardini Lacedelli, Elena Mathis, Angela Romei, Marta Lo Deserto     |
| 2025 | Mondiale  | 10°  | Stefania Constantini, Giulia Zardini Lacedelli, Elena Mathis, Angela Romei, Marta Lo Deserto     |

## Confronti con altre nazionali
In corsivo sono indicate le nazioni non più esistenti. 
| Nazione               | Giocate | Vinte | Perse | V%     |
| --------------------- | ------- | ----- | ----- | ------ |
| Andorra               | 1       | 1     | 0     | 100%   |
| Australia             | 1       | 1     | 0     | 100%   |
| Austria               | 23      | 14    | 9     | 60.87% |
| Bielorussia           | 2       | 2     | 0     | 100%   |
| Bulgaria              | 6       | 5     | 1     | 83.33% |
| Canada                | 23      | 1     | 22    | 4.35%  |
| Cecoslovacchia        | 3       | 3     | 0     | 100%   |
| Cina                  | 14      | 6     | 8     | 42.86% |
| Corea del Sud         | 14      | 2     | 12    | 14.29% |
| Danimarca             | 62      | 22    | 40    | 35.48% |
| Estonia               | 8       | 8     | 0     | 100%   |
| Francia               | 25      | 4     | 21    | 16%    |
| Fed. Russa di Curling | 1       | 0     | 1     | 0%     |
| Finlandia             | 25      | 15    | 10    | 60%    |
| Galles                | 9       | 7     | 2     | 77.78% |
| Giappone              | 17      | 4     | 13    | 23.53% |
| Germania              | 33      | 9     | 24    | 27.27% |
| Germania Ovest        | 17      | 9     | 8     | 52.94% |
| Regno Unito           | 1       | 0     | 1     | 0%     |
| Inghilterra           | 34      | 25    | 9     | 73.53% |
| Irlanda               | 1       | 1     | 0     | 100%   |
| Lettonia              | 11      | 7     | 4     | 63.64% |
| Lituania              | 3       | 3     | 0     | 100%   |
| Lussemburgo           | 3       | 1     | 2     | 33.33% |
| Messico               | 1       | 1     | 0     | 100%   |
| Norvegia              | 48      | 16    | 32    | 33.33% |
| Nuova Zelanda         | 2       | 2     | 0     | 100%   |
| Paesi Bassi           | 28      | 22    | 6     | 78.57% |
| Polonia               | 3       | 2     | 1     | 66.67% |
| Rep. Ceca             | 32      | 19    | 13    | 59.38% |
| Russia                | 31      | 11    | 20    | 35.48% |
| Scozia                | 62      | 13    | 49    | 20.97% |
| Slovacchia            | 3       | 3     | 0     | 100%   |
| Spagna                | 3       | 3     | 0     | 100%   |
| Svezia                | 55      | 7     | 47    | 12.73% |
| Svizzera              | 65      | 11    | 55    | 16.92% |
| Stati Uniti           | 26      | 5     | 21    | 19.23% |
| Turchia               | 17      | 15    | 2     | 82.35% |
| Ungheria              | 12      | 10    | 2     | 83.33% |
| Totale                | 735     | 299   | 436   | 40.68% |